# Met de deur in huis
Met de deur in huis was een spelprogramma van de Nederlandse televisiezender SBS6.
Het werd gepresenteerd door Kees Tol. In het programma ging Tineke Schouten schoonmaken bij bekende Nederlanders. De panelleden moesten raden in welk huis zij is. Het panel bestond uit Patty Brard, Maik de Boer en Ruben van der Meer. Vanwege tegenvallende kijkcijfers werd het tweede seizoen na twee afleveringen gestopt. Het werd hervat op de woensdag in plaats van de zaterdagavond.

## Kijkcijfers

### seizoen 1
- 2 april 2016: 700.000
- 9 april 2016: 491.000
- 16 april 2016: 534.000
- 23 april 2016: 624.000
- 30 april 2016: 732.000
- 7 mei 2016: 615.000
- 14 mei 2016: 416.000
- 21 mei 2016: 565.000

### seizoen 2
- 27 augustus 2016: 310.000
- 3 september 2016: 333.000
- 5 oktober 2016: 502.000
- 12 oktober 2016: 385.000
- 19 oktober 2016: 255.000
- 26 oktober 2016: 281.000
- 2 november 2016: 231.000